# Giorgio Piantanida
Giorgio Piantanida (ur. 15 września 1967) – włoski narciarz alpejski. Nie startował na igrzyskach olimpijskich ani mistrzostwach świata. Najlepsze wyniki w Pucharze Świata osiągnął w sezonie 1987/1988, kiedy to zajął 43. miejsce w klasyfikacji generalnej.

## Sukcesy

### Puchar Świata

#### Miejsca w klasyfikacji generalnej
- 1985/1986 – 103.
- 1987/1988 – 43.
- 1988/1989 – 51.

#### Miejsca na podium
1. Leukerbad – 23 stycznia 1988 (zjazd) – 2. miejsce